# Trey Lipscomb
LaVictor Antwain Lipscomb (Frederick, Maryland, 14 de junio de 2000), más conocido como Trey Lipscomb, es un jugador profesional estadounidense de béisbol que se desempeña en la posición de tercera base en Washington Nationals, equipo de las Grandes Ligas de Béisbol (MLB).

## Carrera
En 2024, Lipscomb hizo su debut en la MLB con el equipo Washington Nationals, donde lleva jugando una temporada.